# HebbeZ!
HebbeZ! was een Nederlands tijdschrift voor christelijke jongeren van 13 tot 19 jaar. Het blad bestond van 1997 tot 2009. De naam van het tijdschrift veranderde meerdere keren, onder andere in IDentity. 

## Ontstaan
HebbeZ! werd opgericht in 1997, als christelijk alternatief voor bestaande seculiere popbladen. HebbeZ! werd eerst uitgegeven door Ten Ham Producties, een audiovisueelbedrijf van Evert ten Ham (thans THP Beeld en Geluid), daarna door Stichting Agapè. Vanaf 2002 werd het blad uitgegeven door Cross Culture. Het blad verscheen 11 keer per jaar, maar had een onregelmatige verschijning. In 2004 was HebbeZ! in veel winkels verkrijgbaar, maar was vanaf oktober 2005 weer alleen in abonnementsvorm verkrijgbaar.
Het blad probeerde aan te sluiten bij de leefwereld van de doelgroep, en schreef over onderwerpen als muziek, films, games, relaties, seksualiteit, geloof, politiek en sociale en maatschappelijke kwesties. Het blad pretendeerde te kiezen voor diepgang, en probeerde jongeren uit te dagen om de wereld om hen heen niet zomaar te aanvaarden, maar kritisch te benaderen.
In april 2008 kwam het tot een botsing tussen de redactie en uitgever Robert Hanegraaff, die tevens de rol van hoofdredacteur vervulde. Hij plaatste in iD!Magazine, zoals het blad toen heette, zonder medeweten van de redactie een zeven pagina's tellend artikel waarin hij de betrouwbaarheid van de Bijbel in twijfel trok. Hanegraaff stapte op als hoofdredacteur, maar bleef wel uitgever van het blad. De redactie probeerde lezers terug te winnen door het jongerenmagazine weer zijn oude naam HebbeZ! te geven, maar na de ophef over de inhoud van het blad ontstonden financiële problemen, waarna de gehele redactie opstapte. Het laatste nummer van het blad verscheen in februari 2009.